# Parallelia expediens
Parallelia expediens är en fjärilsart som beskrevs av Walker 1858. Parallelia expediens ingår i släktet Parallelia och familjen nattflyn. Inga underarter finns listade i Catalogue of Life.